# Tiril Sjåstad Christiansen
Tiril Sjåstad Christiansen (* 7. April 1995 in Geilo) ist eine ehemalige norwegische Freestyle-Skierin. Sie startete in den Disziplinen Halfpipe, Slopestyle und Big Air.

## Werdegang
Sjåstad Christiansen nimmt seit 2011 an Wettbewerben der FIS und der AFP World Tour teil. Im Weltcup debütierte sie im Januar 2011 am Kreischberg und belegte dabei den vierten Rang im Halfpipe-Wettbewerb. Bei den Freestyle-Skiing-Weltmeisterschaften 2011 in Park City kam sie auf der Halfpipe auf den 13. Platz und im Slopestyle auf den achten Platz. Im Januar 2012 gewann sie bei den Olympischen Jugend-Winterspielen in Kühtai die Silbermedaille im Halfpipe-Wettbewerb. Zwei Monate später holte sie bei den Juniorenweltmeisterschaften in Chiesa in Valmalenco Silber im Slopestyle. Zu Beginn der Saison 2012/13 siegte sie bei den New Zealand Freeski Open in Cardrona auf der Halfpipe. Im weiteren Saisonverlauf holte sie in Silvaplana ihren ersten Weltcupsieg. Bei den Winter-X-Games 2013 in Aspen gewann sie Gold im Slopestyle und bei den Winter-X-Games-Europe 2013 in Tignes die Silbermedaille im Slopestyle. Im Februar 2013 erreichte sie bei den Freestyle-Skiing-Weltmeisterschaften in Voss den elften Platz im Slopestyle. Die Saison beendete sie auf den zweiten Platz im Slopestyle-Weltcup, den zweiten Platz in der AFP Slopestyle Wertung und den ersten Rang in der AFP World Tour Gesamtwertung. Im August 2013 siegte sie im Slopestyle beim Weltcup in Cardrona und bei den New Zealand Freeski Open in Cardrona. In der Saison 2014/15, die sie auf den zweiten Platz im Slopestyle-Weltcup beendete, belegte sie beim Weltcup in Park City den dritten Platz und in Silvaplana den ersten Rang. Ebenfalls in der Saison siegte sie bei den European Freeski Open in Laax. Im April 2015 wurde sie norwegische Meisterin in den Disziplinen Slopestyle und Big Air. Zu Beginn der Saison 2015/16 holte sie in Cardrona ihren vierten Weltcupsieg. Es folgte ein zweiter Platz im Slopestyle bei der Winter Dew Tour in Breckenridge. Bei den Winter-X-Games 2016 in Aspen gewann sie die Silbermedaille im Slopestyle. Im Februar 2016 belegte sie beim Weltcup und U.S. Grand Prix in Boston den dritten Platz im Big Air und siegte im Slopestyle beim Weltcup im Bokwang Phoenix Park in Pyeongchang. Bei den X-Games Oslo 2016 in Oslo gewann sie die Goldmedaille im Big Air. Die Saison beendete sie auf dem dritten Platz im Gesamtweltcup und auf dem ersten Rang im Slopestyle-Weltcup. Im April 2016 wurde sie norwegische Meisterin im Slopestyle und im Big Air und im April 2018 im Slopestyle. In der Saison 2017/18 errang sie in Font Romeu den dritten Platz und in Mammoth den ersten Platz im Slopestyle und erreichte damit den sechsten Platz im Slopestyle-Weltcup. Bei den Olympischen Winterspielen 2018 in Pyeongchang wurde sie Neunte im Slopestyle. Im April 2018 holte sie bei den X-Games Norway in Fornebu die Bronzemedaille im Big Air.

## Persönliches
Tiril Sjåstad Christiansens ältere Brüder Eirik Robert und Vetle sind Biathleten.